# مساوات (حزب)
حزب مساوات (برابری) (ترکی آذربایجانی: Müsavat Partiyası) قدیمی‌ترین حزب سیاسی در جمهوری آذربایجان می‌باشد. این حزب در سال ۱۹۱۱ به عنوان سازمانی مخفی به توسط محمد امین رسول زاده و پسر عمویش محمد رسول‌زاده، عباس کاظم‌زاده، عباس اوغلی کریم‌زاده، و تقی نقی‌اوغلی با عنوان حزب مساوات دموکراتیک مسلمانان در باکو تأسیس شد. تاریخ این حزب به سه برهه آغازین، مساوات در تبعید، و دوران نوین تقسیم می‌شود.

## فعالیت‌ها
برنامه حزب مذکور بنا به نوشته دائرةالمعارف بزرگ شوروی «اتحاد کشورهای اسلامی تحت رهبری ترکیه بود.» در ماه فوریه ۱۹۱۷ با پیروزی نخستین انقلاب روسیه و سقوط تزاریسم، سران حزب مساوات موافقت خود را با «جمهوری دموکراتیک روسیه» اعلام نمودند و در همان سال کمیته مشترکی با «حزب فدرالیست‌های ترک» برگزار کردند. در این کنگره دو حزب نامبرده ادغام شده و نام تازه‌ای تحت عنوان «حزب دموکراتیک فدرالیست‌های مساوات ترک» برگزار کردند. حزب مذکور پس از آن ادعای خودمختاری و استقلال نموده و در کنگره حزب، رسول زاده، گوجینسکی، اوسوبگ اف، آقایف و چند تن دیگر به عضویت کمیتهٔ مرکزی انتخاب شدند.
ارگان مطبوعاتی حزب مذکور روزنامه استقلال بود. پس از انقلاب اکتبر ۱۹۱۷ و کناره‌گیری روسیه از شرکت در جنگ جهانی اول سران حزب مساوات ابتدا به بلشویک‌های قفقاز نزدیک شدند ولی سرانجام با بروز اختلافات در میانشان مساواتیان در ۲۷ مه ۱۹۱۸ در تفلیس دولت خود را تشکیل داده و به نام «جمهوری آذربایجان» اعلام استقلال کردند. دولت مذکور در ژوئن همان سال مقر خود را به گنجه انتقال داد و در ۱۵ سپتامبر ۱۹۱۸ با تصرف شهر باکو توسط سپاهیان ترک به فرماندهی نوری پاشا، دولت مساواتیان به شهر باکو منتقل شد.